# Deep-throating
Il deep-throating (o deep-throat, deepthroat, deepthroating; in italiano gola profonda) è una pratica di sesso orale nella quale il pene eretto entra nella bocca del partner oltre l'epiglottide, fino a raggiungere la gola.

## La pratica
Per la maggior parte delle persone tale pratica sessuale risulta difficile, a causa del riflesso faringeo provocato naturalmente quando il palato molle viene toccato. Le persone possono avere una diversa sensibilità verso il riflesso faringeo e, con la pratica, alcuni imparano ad eliminarlo volontariamente.

Donna che pratica un deep-throat durante la fellatio

Il deep-throating conduce ad un tipo di stimolazione orale completamente diverso rispetto alla normale fellatio, poiché la lingua del partner che lo pratica è immobilizzata e non si è in grado di succhiare; inoltre la tenuta della sua gola stimola intensamente il glande del partner che riceve il deep-throating.

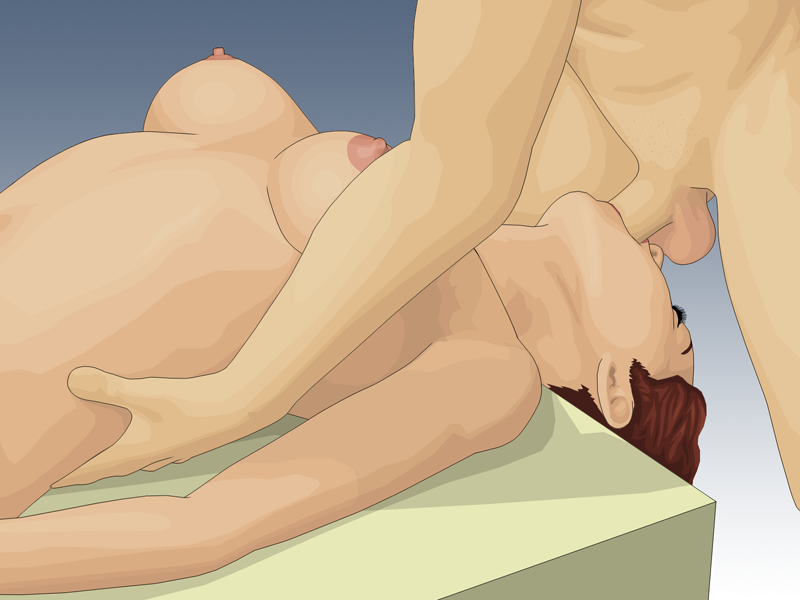
Over-the-edge, una posizione del deep-throating

## Posizioni sessuali
Ci sono diverse posizioni che sono adatte per eseguire il deep-throating: il rilassamento dei muscoli della gola è l'aspetto più importante da considerare. Una posizione comune è quella con cui si cerca di allineare la bocca e la gola del partner che lo pratica in una linea retta (come fa un mangiatore di spade), ma molte altre posizioni differenti sono possibili.
La variante cosiddetta over-the-edge (letteralmente: "oltre il bordo") è molto comune: il partner che pratica è sdraiato con il viso "appeso" oltre il bordo del letto e l'altro partner, in piedi o inginocchiato, infila il pene nella bocca giù fino alla gola più facilmente.